# Чёрная змея (фильм)
«Чёрная змея» — американский фильм 1973 года режиссера Расса Мейера в жанре «блэксплойтэйшен» о колониальном рабстве, в котором рабовладелец — жестокая хозяйка плантации доминирует как над чёрными, так и над белыми рабами.

## Сюжет
1835 год, остров Сан-Кристофер, одна колоний Британской Вест-Индии с плантациями хлопка и сахарного тростника на которых работают чёрные рабы.
Остров принадлежит — красавице леди Сьюзен Уокер, молодой вдове лорда Уокера, садистке, которая всегда одета в чёрное и никогда не выпускает из рук кнут — «чёрную змею» — заставляя и местных белых мужчин присоединиться к чёрным рабам на её плантации сахарного тростника, и либо работать, либо умереть. Её правая рука импотент, расист и садист надсмотрщик Джоксер Тирни, командует рабами, и они ненавидят его даже больше, чем хозяйку. Молодой раб Джошуа планирует восстание, но его религиозный отец Исайя в ужасе от того, что может произойти, если восстание потерпит неудачу.
Получивший весть о смерти хозяина острова лорде Джонатане Уолкере его брат Чарльз тайно отправляется туда под именем Рональда Совпита и устраивается на плантацию бухгалтером — он не верит в гибель брата, и становится участником заговора и восстания рабов на острове.

### Реальная основа
Утверждается, что в основе сценария — реальное восстание рабов на острове. Остров Сан-Кристофер был частью Британской империи, и хотя покупка порабощенных африканцев была объявлена вне закона актом парламента 1807 года, а рабство отменено актом парламента 1834 года, однако, с отсрочкой — ещё четыре года принудительного труда «освобождённых», введенного для защиты плантаторов от убытков от потери рабочей силы.

## В ролях
- Анушка Хемпель — леди Сюзан Уолкер
- Дэвид Уорбек — сэр Чарльз Уолкер / Рональд Сопвит
- Перси Херберт — Джоксер Тирни, надсмотрщик
- Милтон Макколин — Джошуа, раб
- Томас Баптист — Исайя, его отец
- Бернард Бостон — капитан Раймонд Далдье
- Викки Ричардс — Клеон, рабыня
- Дейв Проуз — сэр Джонатан Уолкер
- Уильям Модисейн — Боттомс
- Энтони Шарп — лорд Клайв

## О фильме
Фильм был возвращением Расса Мейера к самофинансируемым проектам после окончания его короткой работы на киностудию «20th Century Studios». По его словам он хотел снять «не секс-фильм. В основном это секс и насилие. Это чертовски увлекательно». Фильм, имевший бюджет в 200 000 долларов, провалился в прокате, и только спустя несколько лет вернул вложенные деньги.
Съёмки велись на натуре на Барбадосе, по словам режиссёра ему удалось добиться сотрудничества от правительства Барбадоса сказав им, что в фильме «чёрные побеждают».
Главную роль в фильме исполнила Анушка Хемпель, у которой, по словам режиссёра, была «отличная задница, она привлекательна так же, как Брижит Бардо. И она хорошая актриса. Она даже говорила с акцентом кокни», но именно её участие, по слухам, стало причиной провала фильма — через пять лет она завершила кинокарьеру выйдя замуж за лондонского аристократа сэра Марка Вайнбера, став респектабельной леди Вайнберг, и выкупила права на фильм, мешая его распространению. Только в 2005 году фильм стал широко доступен, спровоцировав скандал. По её словам режиссёр без её разрешения вставил обнажённые сцены с использованием дублёрши, режиссёр подтверждал, что для съёмки обнажённой груди была использована дублёрша.

Смущает не столько мягкая порнографическая природа R18 «Чёрная змея», короля кича режиссёра китч Расса Мейера, сколько его расово-сексуальный эксплуататорский подтекст. Хемпель играет доминанту, которая хлещет чёрных рабов для развлечения на своей хлопковой плантации. Она проклинает рабынь как «черномазых шлюх» и насилуется рабом. Всё это могло бы быть не более чем слегка смущающей юношеской неосторожностью, если бы Леди Вайнберг не имела такой репутации за манеры держаться и играть роль гранд-дамы.— Mail on Sunday

В течение многих лет Хемпель преследовал страх, что ее прошлое как киноактрисы softporn, играющей главную роль в расово и сексуально эксплуататорском фильме всплывет на поверхность… она играет злую хозяйку плантации Леди Сьюзен Уокер, сексуально озабоченную английскую аристократку, которая контролирует рабов на своих хлопковых полях длинным черным кожаным кнутом, пока они не взбунтуются. Затем ее насилует один из ее рабов и психически неуравновешенный немой в шокирующей сцене. Хемпель показана обнаженной в нескольких сценах. Она также жестоко обращается с рабами на расовом языке, совершенно неприемлемом для сегодняшней аудитории, часто выкрикивая в их адрес слово «ниггер».— The New Zealand Herald